# HD11140
HD11140 — хімічно пекулярна зоря спектрального класу B8, що має видиму зоряну величину в смузі V приблизно  8,5.
Вона  розташована на відстані близько 1664,1 світлових років від Сонця.

## Пекулярний хімічний вміст
Зоряна атмосфера HD11140 має підвищений вміст 
Si
.